# Libański Blok Narodowy
Libański Blok Narodowy (arab.: الكتلة الوطنية اللبنانية) – libańska, konserwatywna partia polityczna, założona w 1936 roku przez Emila Eddé, ówczesnego prezydenta francuskiego Libanu. Po nim, przywódcą partii został jego syn, Raymond. W 1968 roku, Blok Narodowy zawarł koalicję wyborczą z Narodową Partią Liberalną i Kataeb, która zdobyła 30 mandatów (na 99). W 1969 roku partia opuściła sojusz w proteście przeciwko podpisaniu porozumienia kairskiego z Palestyńczykami. Podczas libańskiej wojny domowej, mimo że większość jej członków była chrześcijanami, partia nie weszła w skład prawicowego Frontu Libańskiego i nie utworzyła własnej formacji zbrojnej. Zawarła natomiast sojusz polityczny z umiarkowanymi sunnitami, reprezentowanymi przez Raszida Karamiego i Saeba Salamiego. W 1976 roku Raymond Eddé w obawie o swoje życie wyemigrował do Francji. Obecnie pod przywództwem Carlosa Eddé, bratanka Raymonda (zmarłego w 2000 roku), Libański Blok Narodowy wchodzi w skład antysyryjskiego Sojuszu 14 Marca.